# Liste der Monuments historiques in Roquebrune (Gironde)
Die Liste der Monuments historiques in Roquebrune (Gironde) führt die Monuments historiques in der französischen Gemeinde Roquebrune auf.

## Liste der Bauwerke
| Bezeichnung                | Beschreibung                  | Standort | Kennzeichnung | Schutzstatus | Datum | Bild |
| -------------------------- | ----------------------------- | -------- | ------------- | ------------ | ----- | ---- |
| Kirche Saint-Jean-Baptiste | Erbaut ab dem 12. Jahrhundert | (Lage)   | PA33000061    | Inscrit      | 2002  |      |